# アルフォンソ・ガルシア・ロブレス
アルフォンソ・ガルシア・ロブレス（スペイン語: Alfonso García Robles, 1911年3月20日 - 1991年9月2日）はメキシコの外交官、政治家でスウェーデンのアルバ・ライマル・ミュルダールとともに1982年度のノーベル平和賞を受賞した。

## 経歴
ロブレスはミチョアカン州のサモーラ・デ・イダルゴ生まれ、メキシコ国立自治大学で法律を学び1939年にメキシコ外務省に入省した。1945年にサンフランシスコで行われた国際連合の設立会議には代表として参加した。また1962年から1964年までブラジル大使を、1964年から1970年までは外務大臣秘書官を務めた。そして1971年から1975年は国連大使、1975年から1976年には外務大臣に指名された。その後はジュネーブ軍縮会議のメキシコ恒久代表を務めた。
ラテンアメリカとカリブを非核地域と定めたトラテロルコ条約の成立に尽力したことに対して、1982年ロブレスにノーベル平和賞が贈られた。この条約は、1967年に署名され、1968年に発効した。

## 主な著作
- Le Panaméricanisme et la Politique de Bon Voisinage (París, 1938年)
- Premier Congres d´études Internationales (1938年)
- La Question du Pétrole au Mexique et le Droit International (1939年)
- La cláusula Calvo ante el derecho internacional (1939年)
- El mundo de la posguerra (2 vols., 1946年)
- La conferencia de San Francisco y su obra (1946年)
- Política internacional de México (1946年)
- La desnuclearización de América Latina (1965年)
- La anchura del mar territorial (1966年)
- El Tratado de Tlatlelolco. Génesis, alcance y propósito de la proscripción de armas nucleares en América Latina (1967年)
- Tratado para la prohibición de armas nucleares en América Latina.